# Coma (música)

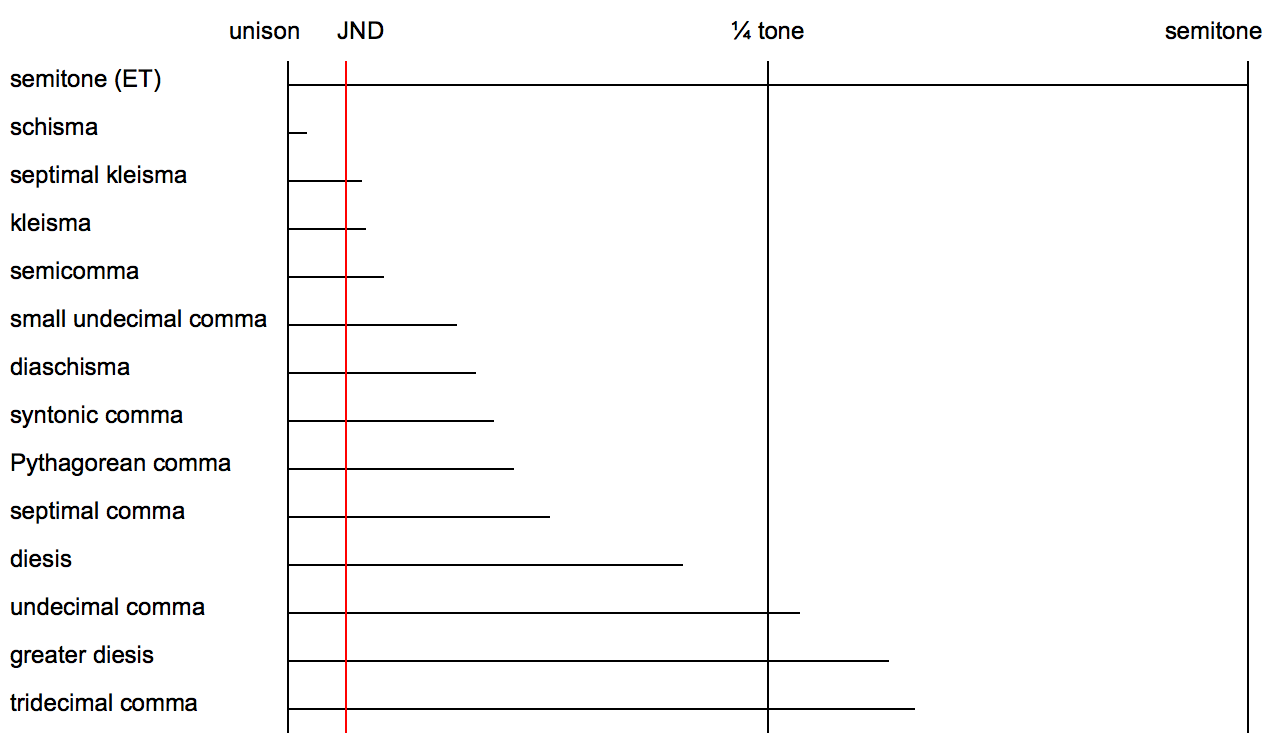
Tamaño de distintas comas.

Se conoce por el nombre de coma a cualquiera de los pequeños intervalos musicales que resultan de la comparación o diferencia de otros intervalos mayores, cuando esta diferencia es menor de un semitono. Las comas tienen un nombre propio por razones históricas; en caso contrario no gozan de esta embargo, cuando se comparan los intervalos de este sistema con otros.
Una coma también puede ser el intervalo generador, por concatenación, de los intervalos de un sistema de afinación determinado. Por ejemplo, un sistema como el de Holder en que la octava se divide en 53 partes iguales, está basado en la coma de Holder y por concatenación de esta se obtienen el semitono diatónico (4 comas), el semitono cromático (5 comas), el tono (9 comas), la quinta (31 comas), etc.
Se producen comas frecuentemente cuando se contemplan los sistemas de afinación distintos al temperamento igual, en los que las notas enarmónicas no tienen el mismo sonido. Por ejemplo, en el sistema de Pitágoras la diferencia entre dos notas enarmónicas es una coma pitagórica mientras que en la entonación justa la diferencia es una coma sintónica.

## Lista de comas
- Coma pitagórica
- Coma sintónica
- Coma de Holder
- Coma de Mercator
- Diesis

- Datos: Q1071523
- Multimedia: Commas (musical intervals) / Q1071523